# 6674 Cézanne
A 6674 Cezanne (ideiglenes jelöléssel 4272 T-1) a Naprendszer kisbolygóövében található aszteroida. Cornelis Johannes van Houten,  Ingrid van Houten-Groeneveld és  Tom Gehrels fedezte fel 1971. március 26-án.